# Міністр закордонних справ Норвегії
Міністр закордонних справ Норвегії (норв. Norges Utenriksministre) — міністр в уряді Норвегії, котрий займається закордонними справами Норвегії. Королівське Міністерство закордонних справ Норвегії (норв. Det Kongelige Utenriksdepartement) було створено 7 червня 1905, того ж дня, коли норвезький стортинг вирішив розірвати унію зі Швецією. З 14 жовтня 2021 року міністерство очолюють міністр закордонних справ Аннікен Гуйтфельдт та міністр міжнародного розвитку Анне Беате Твіннерейм. Вони є членами кабінету міністрів у коаліційному уряді меншості з Норвезькою робітничою партією та Центристською партією, яку з 14 жовтня 2021 очолює прем'єр-міністр Йонас Гар Стере.